# 韦阐
韦阐（？—？），京兆郡杜陵县（今陕西省西安市）人，出自京兆韦氏东眷，南朝官员。

## 生平
韦阐和长兄韦纂均早知名，韦阐有高尚的节操，在担任建宁县令时，所获得的俸禄有上百万，回到家后全部交给伯父韦祖征处理，同乡人都尊崇他。韦阐后官至通直郎。

## 著作
- 《后汉音》二卷，在唐朝初年修撰《隋书》时已亡佚[3]。

## 家庭

### 父亲
- 韦祖归，宁远长史

### 兄弟姐妹
- 韦纂，南齐司徒记室、特进
- 韦叡，南梁侍中、车骑将军、永昌严侯